# Karstpijp

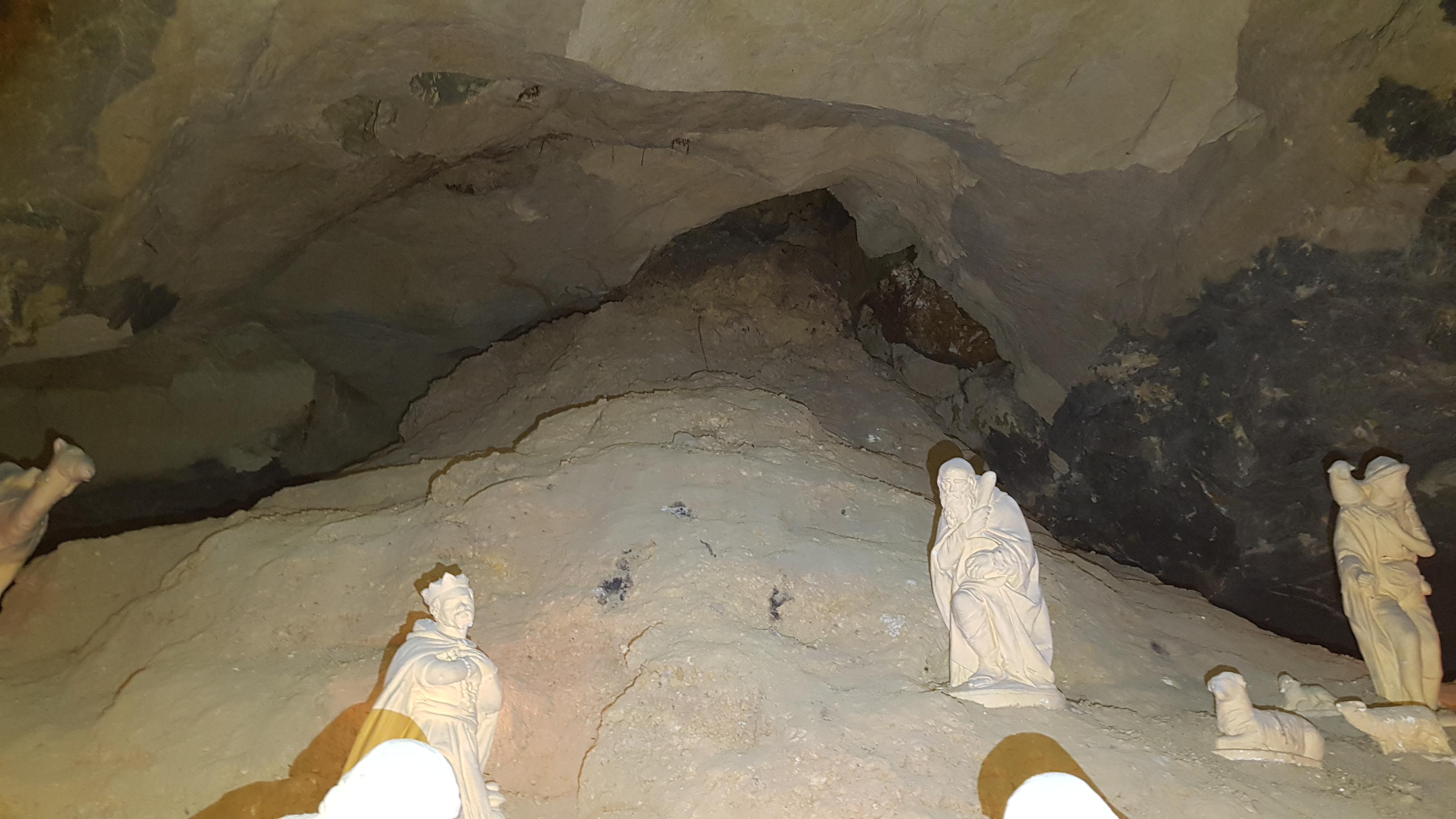
Een aardpijp in de Geulhemmergroeve

Een karstpijp, orgelpijp of aardpijp is een verticale koker gevormd in kalksteen. De pijp ontstaat door karstverwering op zwakke plekken zoals diaklazen, breuken en dolines, en kan tot honderden meter diep worden. De grootste bekende doline ter wereld is die van Flénu in de Belgische provincie Henegouwen, met een diameter van ongeveer 100 meter en een diepte van 1.200 meter.
Een actieve karstpijp wordt steeds breder en dieper. Soms kan men niet meer spreken over een koker, maar is deze uitgegroeid tot een onregelmatige, brede en hoge ruimte, die via een gat in het plafond in verbinding staat met de buitenwereld.